# 宽肋单齿螺
宽肋单齿螺（学名：Haploptychius costulatus）为扭轴蜗牛科单齿螺属的动物，是中国的特有物种。分布于广东、广西等地，生活环境为陆地，主要栖息于树林的草丛中以及潮湿多腐殖的乱石堆裡。